# Rifugio Cesare Dalmazzi al Triolet
Il rifugio Cesare Dalmazzi al Triolet è un rifugio situato nel comune di Courmayeur, in Val Ferret, nelle Alpi Graie, a 2.590 m s.l.m...

## Storia
La prima costruzione di un ricovero sul luogo risale al 1892. Il rifugio è stato costruito nel 1932 e, in seguito, ampliato negli anni 1980. È stato completamente ristrutturato nel 2004. È intitolato a Cesare Dalmazzi, alpinista torinese.

## Caratteristiche e informazioni
È collocato sul bordo del ghiacciaio del Triolet sotto il gruppo di Leschaux e quello di Triolet, gruppi montuosi nel massiccio del Monte Bianco.

## Accessi
L'accesso avviene dalla val Ferret in circa tre ore di camminata. Percorsa la valle fino alla località Arnouvaz (1.769 m), si continua ancora un po' per la valle principale e poi si imbocca il sentiero sulla sinistra che sale al rifugio.

## Ascensioni
- Aiguille de Triolet - 3874 m (gruppo di Triolet)
- Aiguille de Leschaux - 3759 m (gruppo di Leschaux)
- Aiguille de Talèfre - 3730 m (gruppo di Leschaux)
- Aiguille de l'Éboulement - 3609 m (gruppo di Leschaux)
- Aiguille Savoie - 3603 m (gruppo del Triolet)